# Taraxacum boekmannii
Taraxacum boekmannii là một loài thực vật có hoa trong họ Cúc. Loài này được Borgv. miêu tả khoa học đầu tiên năm 1959.